# Бжозовець (Мазовецьке воєводство)
Бжозовець (пол. Brzozowiec) — село в Польщі, у гміні Ілув Сохачевського повіту Мазовецького воєводства.
Населення — 123 особи (2011).
У 1975-1998 роках село належало до Плоцького воєводства.

## Демографія
Демографічна структура станом на 31 березня 2011 року:
|          | Загалом | Допрацездатний вік | Працездатний вік | Постпрацездатний вік |
| -------- | ------- | ------------------ | ---------------- | -------------------- |
| Чоловіки | 68      | 16                 | 43               | 9                    |
| Жінки    | 55      | 11                 | 32               | 12                   |
| Разом    | 123     | 27                 | 75               | 21                   |